# Valmade
Valmade su prigradsko naselje grada Pule. Administrativno pripada Mjesnom odboru Busoler. Nalaze se na istočnom dijelu grada. Na području Valmada pronađeni su arheološki nalazi iz antičkog razdoblja, vjerojatno rimske vile rustike.

## Šport
- Golf klub "Pula"